# アクパカ空港
アクパカ空港（Akpaka Airport）はトーゴ高原州の州都アタクパメにある空港。